# Pointe du Bois
 (septembre 2018).

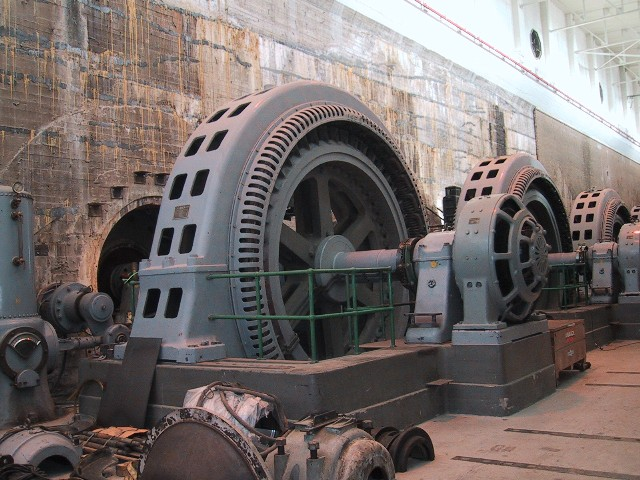
Une turbine de la centrale de Pointe du Bois, sur la rivière Winnipeg.

Pointe du Bois est une petite communauté située sur la rivière Winnipeg, au Manitoba. Pointe du Bois comptait un peu plus d'un millier d'habitants au recensement de 2006 dont 10 % de Franco-manitobains. 
Le nom de Pointe du Bois date de l'époque de l'exploration de Pierre Gaultier de Varennes et de La Vérendrye à l'époque de la Nouvelle-France. La région fut peuplée au XIXe siècle par des Métis et des Canadiens-français. Au XXe siècle l'arrivée du chemin de fer dans la province du Manitoba entraîné l'arrivée d'une vague d'immigration en provenance d'Europe orientale.
Pointe du Bois fut un hameau de trappeurs avant de devenir, dès le début du XXe siècle, le centre de redistribution de l'électricité produite par les centrales hydro-électriques qui alimentent la région de Winnipeg depuis la ville du Lac-du-Bonnet située devant un élargissement de la rivière Winnipeg formant un lac portant le nom de lac du Bonnet formé par les barrages sur la rivière Winnipeg.
En 1906, la ville de Winnipeg créa une entreprise municipale pour contrôler l'entreprise privée d'électricité WerCo. La ville prit le contrôle de cette énergie afin de pouvoir construire une centrale électrique à Pointe du Bois. La centrale électrique entra en service en 1911 et fonctionne encore de nos jours.
La rivière Winnipeg concentre, autour de Pointe du Bois, de nombreuses passes dangereuses, rapides et cascades, parmi lesquels « Chute de Jacob », « Barrière », « Chute des Esclaves », et « Grand Galet ».